# Gabinete Presidencial (Brasil)
O Gabinete da Presidência da República é o principal local de trabalho e de recepção do Presidente do Brasil desde a inauguração de Brasília em 1960. O gabinete localiza-se no 3º andar do Palácio do Planalto.
Sua mobília é constituída de um estilo colonial misto brasileiro, que remonta ao antigo DASP, no período de Getúlio Vargas.

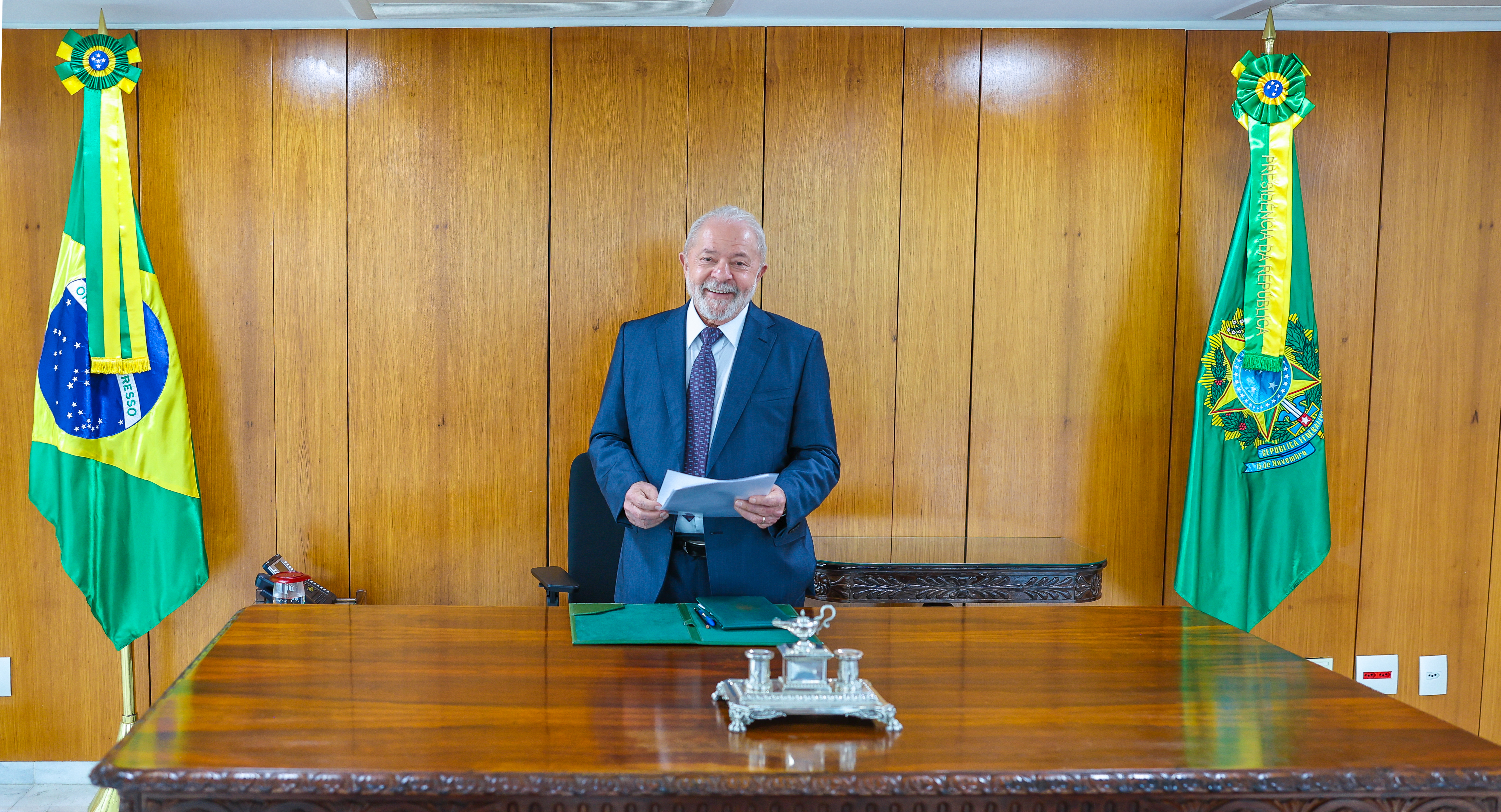
Presidente Luiz Inácio Lula da Silva despacha do gabinete presidencial em 04 de janeiro de 2023.

Foi trazido para Brasília pelo então Presidente Itamar Franco e utilizado por: Fernando Henrique Cardoso, Lula, Dilma, Michel Temer e Jair Bolsonaro. É composto por uma mesa circular com 14 lugares, um conjunto de sofá e poltronas clássico, um guarda volumes e a mesa de despacho do Presidente da República. Em 2011 Dilma Rousseff modificou o conjunto de sofás, aderindo a um modelo moderno de cor preta.

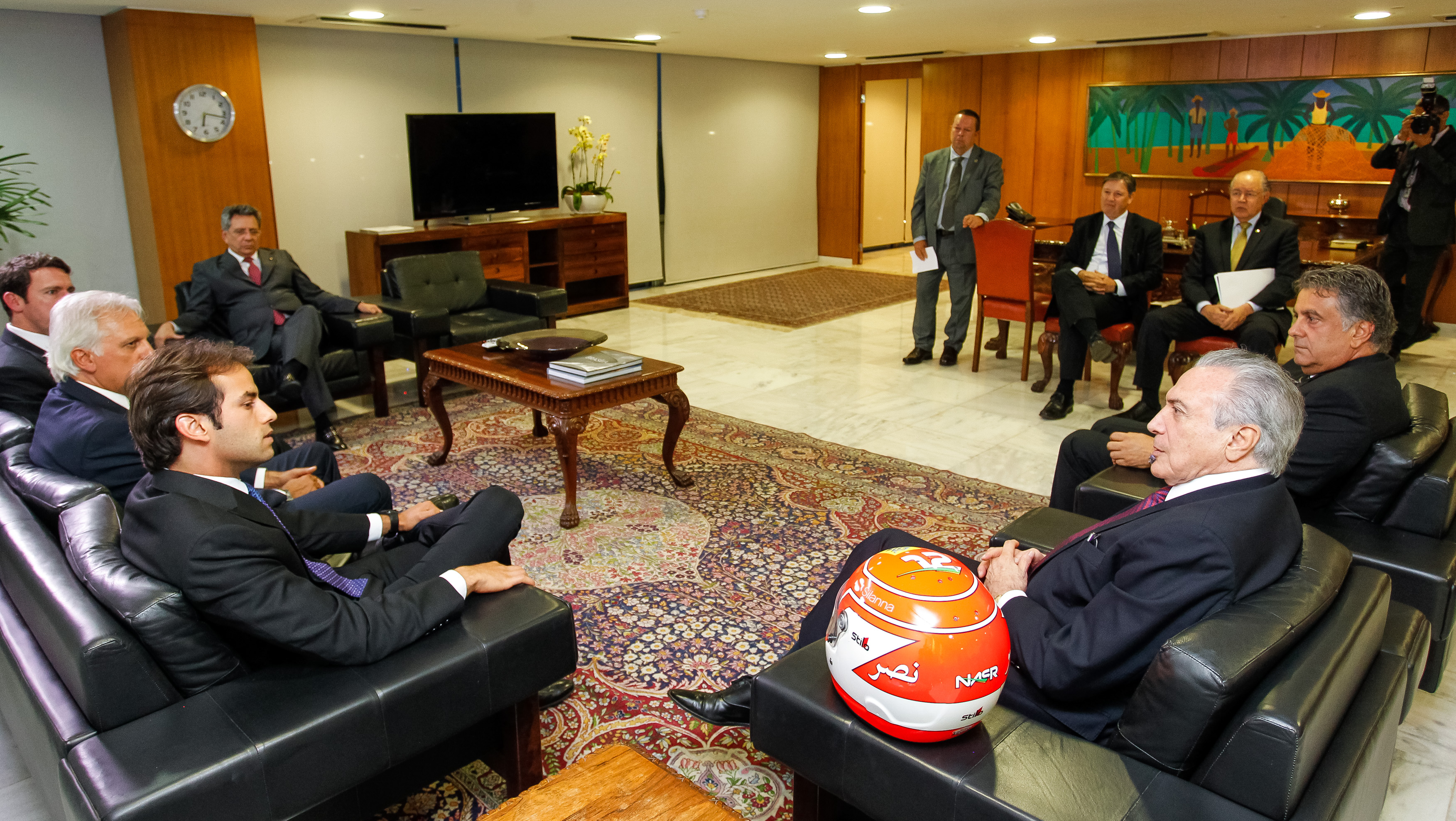
Gabinete Presidencial como no mandato de Michel Temer.

Em 2017 o governo Temer decidiu modificar a decoração do ambiente, substituindo os móveis originais por conjuntos utilizados por J.K. Entretanto o Presidente preferiu manter a famosa mesa redonda de reunião.

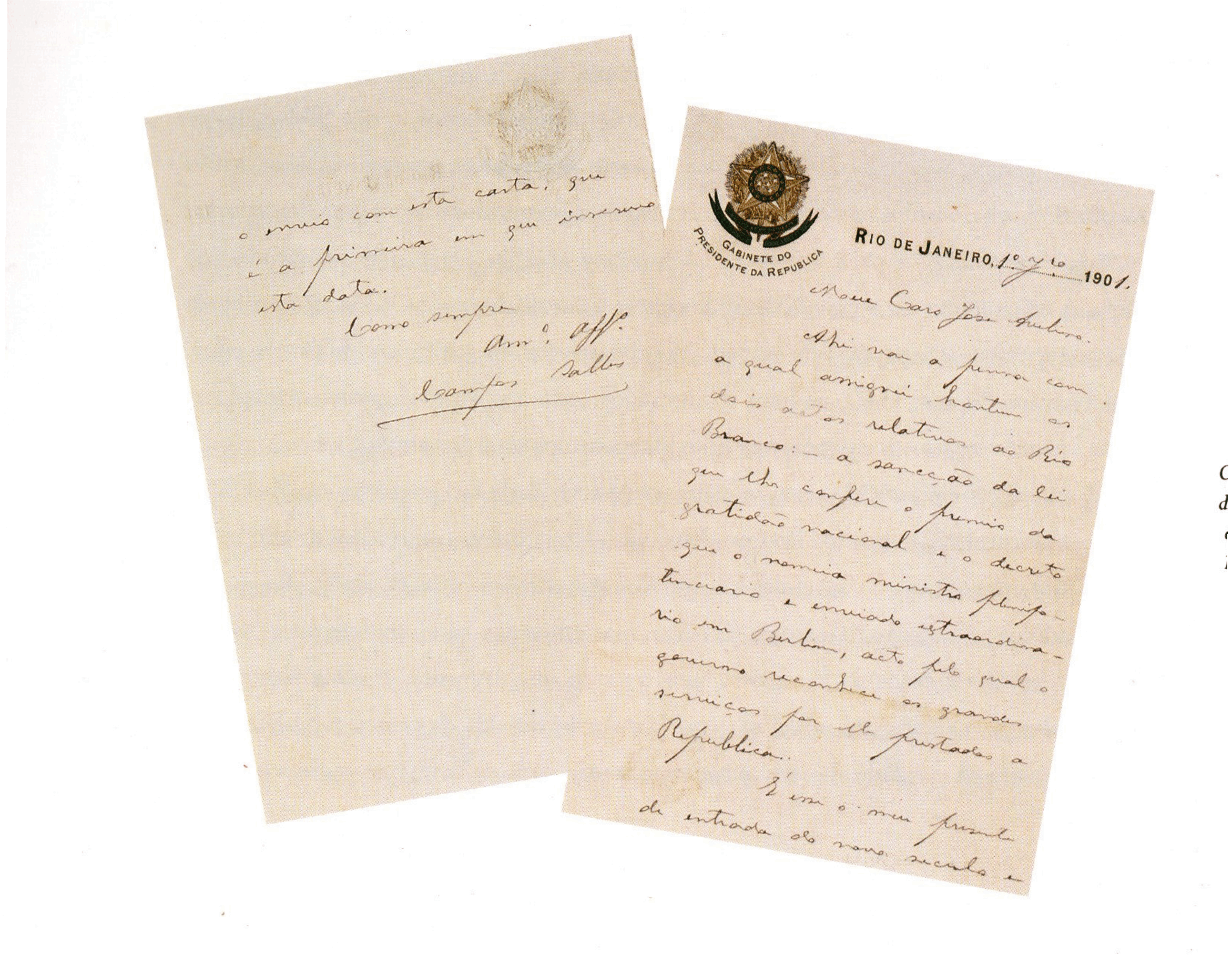
Documento com o emblema do gabinete presidencial em carta do presidente Campos Sales em 1 de janeiro de 1901.